# Skała (Filipowice)
Skała – środkowo-wschodnia część wsi Filipowice w Polsce, położona w województwie małopolskim, w powiecie krakowskim, w gminie Krzeszowice.
W latach 1975–1998 Skała administracyjnie należała do województwa krakowskiego.
W pobliżu znajduje się Góra Debruska.